# James Cameron's Avatar (pinball)
James Cameron's Avatar es una mesa de pinball basada en la película de James Cameron Avatar diseñada por John Borg y Lonnie D. Ropp, y comercializada por Stern Pinball, Inc. en 2010.
La mesa de pinball viene en el modelo regular "Pro", lanzada por primera vez el 27 de agosto de 2010 y un modelo de edición limitada, anunciado el 23 de noviembre de 2010 y limitado a 250 máquinas, con varias mejoras sobre el juego principal.

## Descripción del producto
James Cameron’s Avatar, a través de una licencia con Twentieth Century Fox Consumer Products, transporta a los jugadores al planeta Pandora en una búsqueda para proteger al pueblo Na'vi de una colonia minera invasora. Presenta un fondo tridimensional con "increíble profundidad", "claridad y color, voz y efectos de sonido" de la película, y una voz en off original de Stephen Lang, quien interpreta al coronel Miles Quaritch. La máquina encarna a Jake Sully, protagonista de la película.

La mesa fue diseñada y creada por el equipo de diseño de Stern formado por John Borg y Lonnie Ropp. Kevin O'Connor, miembro del Pinball Hall of Fame, diseñó el apartado artístico junto con David Thiel en la cabina de sonido.

## Cambios de edición limitada
El modelo de edición limitada de Avatar tiene una serie de mejoras con respecto a la versión normal:
- El modelo de traje AMP, que simplemente se cae y se vuelve a levantar en el modelo Pro, tiene piernas animadas que suben y bajan.
- La cápsula transportadora tiene el motor que necesita para permitir que la tapa se abra y se cierre.
- Un motor agitador está incluido en el juego.
- Hay más modelos de los personajes, incluido un alma en pena sobre la rampa, el coronel Quaritch con su traje AMP y gente Na'vi sobre los objetivos NAVI.
- Las lámparas no utilizadas en la matriz de lámparas se han utilizado para agregar una iluminación más controlada que se encuentra junto a lámparas de iluminación más generales.
- Hay un regreso a un arco inferior de metal que tiene retroiluminación para nuevas ventanas azules translúcidas.
- Los rieles deslizantes del campo de juego de metal también se instalan en lugar de las clavijas que se usan en los modelos más nuevos.
- La barra de bloqueo de estilo original y el mecanismo de pestillo regresan.
- Se incluye una powerball blanca en lugar de una de las bolas de acero, junto con un sensor que aumenta la puntuación cuando la bola especial está en juego.
- Se han agregado nuevas reglas de juego y software para operar los nuevos dispositivos y características del campo de juego.
- Se instalan rieles laterales cromados, barra de bloqueo y bisagras.
- Los campos de juego para las máquinas 1-25 están señalizados.
- Todos los campos de juego de edición limitada tienen una capa dura adicional aplicada.
- Los 250 campos de juego de edición limitada están numerados individualmente e incluyen una placa especial y un certificado de autenticidad.

## Generalidades
- La descripción del producto presenta varios errores tipográficos para las criaturas Pandoran, con viperwolves escritos como "Viper Wolves" y el Gran Leonopteryx como el "gran Leonoptyrix".[2]
- Antes de la apertura de Pandora: The World of Avatar, una máquina de pinball de edición limitada de Avatar estaba disponible para jugar en la sala de juegos interior DisneyQuest de Walt Disney World en Disney Springs hasta su cierre el 3 de julio de 2017.[4][5]